# Katedralskolan, Skara
Katedralskolan i Skara är en gymnasieskola i Skara kommun. Den bildades 1966 som en efterföljare till Skara högre allmänna läroverk. Skolans motto är Där tradition och framtid möts.

## Skolbyggnader
År 1972 var nuvarande huvudbyggnad i östra delen av Skara klar dit skolan då flyttades från området vid Skara domkyrka.

## Utbildningsprogram

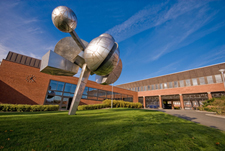
Konstverket Sändare Mottagare av Roland Andersson pryder skolans gård

På Katedralskolan finns i dag de flesta av gymnasieskolans nationella program:
- Barn- och fritidsprogrammet
- Bygg- och anläggningsprogrammet inriktningarna Plåtslageri och Husbyggnad
- Ekonomiprogrammet inriktningen Ekonomi
- El- och energiprogrammet inriktning Elteknik
- Estetiska programmet inriktningarna Dans och Teater
- Fordon- och Transportprogrammet inriktningen Transport
- International Baccalaureate
- Handels- och administrationsprogrammet inriktningen Handel och Service, Yrkesutgång: Butikskommunikatör/merchandiser
- Naturvetenskapsprogrammet inriktningen Naturvetenskap
- Samhällsvetenskapliga programmet inriktning Beteendevetenskap
- Teknikprogrammet inriktningen Informations- och medieteknik med profil Spelutveckling (Nytt program hösten 2016)[1]
- Vård- och omsorgsprogrammet

Därutöver finns på Katedralskolan även den internationella utbildningen International Baccalaureate i form av deras Diploma Programme samt samtliga inriktningar av Introduktionsprogrammet och tidigare även Gymnasiesärskola. Skolan har också det riksrekryterande Cykelgymnasiet som anordnas av Riksidrottsförbundet, och erbjuder specialisering inom framförallt idrott och hälsa. Det finns även ett brett utbud av internationellt arbete på skolan. Främst i form av de språkämnen som erbjuds på samtliga högskoleförberedande program som del av kursen moderna språk. Nämligen franska, italienska, spanska, och tyska, och elever kan också specialisera sig inom latin i ämnet latin - språk och kultur, engelska, samt svenska och/eller svenska som andraspråk. I de flesta språkämnena ordnas internationella utbyten och resor som en del av det breda internationella arbetet på skolan. Tidigare fanns även programmet Music & Production (MoP) på skolan men sedan 2017 är det beläget på Olinsgymnasiet, och likaså även gymnasiesärskolan.

## Dubbel Quartetten, Musikens vänner och Octo Puellae

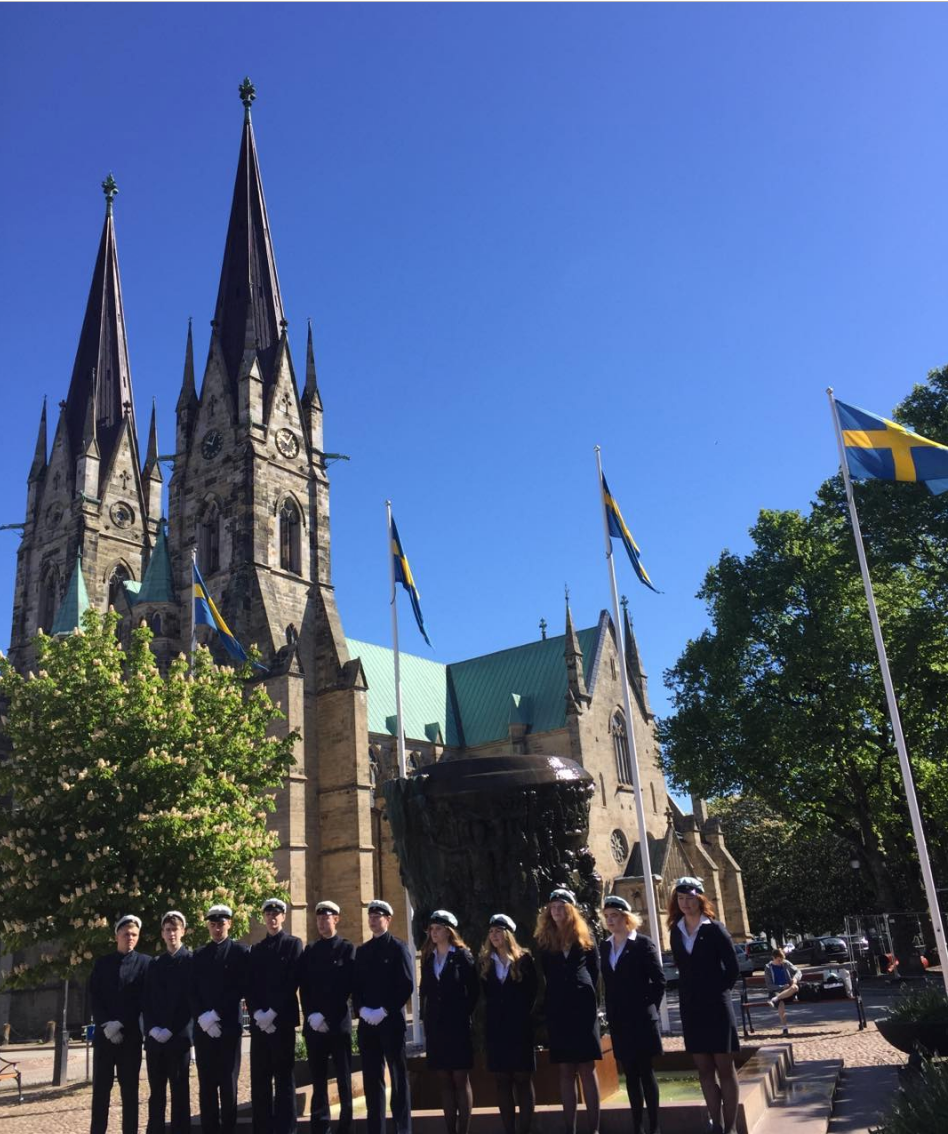
Dubbel Qartetten och Octo Puellae uppträder på Djäknedagen 2019.

När Gunnar Wennerberg var elev på Katedralskolan var han med och bildade kören Dubbel Quartetten (DQ). När Wennerberg senare blev filosofilektor på skolan var han med och grundade manskören Musikens Vänner (MV) 1886. Båda dessa körer är fortfarande verksamma på Katedralskolan, och har blivit ett traditionellt inslag i Skaras kulturliv. MV och DQ ger bland annat kontinuerliga konserter i Botaniska trädgården i Skara under maj månad, de så kallade majsjungningarna, de ger adventskonsert i domkyrkan och sjunger för biskopen i en traditionell uppvaktning. År 1977  bildades även en kör för kvinnliga elever, Octo Puellae (OP) som numera är ett lika uppskattat inslag i skolans musikliv. Körerna har också stor betydelse för Katedralskolans studentfirande.

## Studenttraditioner på Katedralskolan

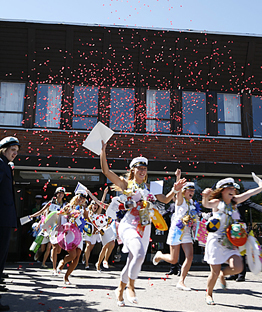
Det traditionella utspringet på studentdagen

Katedralskolans långa historia har bidragit till det traditionsfyllda studentfirandet som ansvaras för av särskilt utsedda studentnissar. Till de äldre traditionerna i samband med studenten på Katedralskolan hör att alla treor marscherar till Brunnsbo biskopsgård för att uppvakta biskopen (numera bor inte biskopen där utan uppvaktningen har förvandlats till en picknick) någon dag före studentdagen. MV:s aftonkonserter i Botaniska trädgården är även de en del av studenttraditionerna. Under själva studentdagen, efter mösspåtagning och utspring, tågar studenterna via Krabbelund som är uppkallad efter lärarna på Katedral som traditionsenligt kallats "krabbar", till Botan, där ringlekar och sånger följs upp av den traditionella "simningen" som innebär att MV ställer upp sig i ett dubbelt led och sedan hyllas alla studenter genom att de får "simma" ner genom ledet på MV-medlemmarnas utsträckta armar. Studentbalen på Skara stadshotell inleds med en promenad från Botan, och studenterna välkomnas till balen av lärarkåren, "krabbarna", som står samlad på hotellets balkong.
Efter att ha tagit examen vid Katedralskolan i Skara blir man så kallad Skaradjäkne.

## Skaradjäknarnas förening
För dem som gått igenom skolan står Skaradjäknarnas förening öppen.  Föreningen, som grundades 1916, har totalt cirka 1650 medlemmar. Skaradjäknarna har avdelningar med olika aktiviteter på tre olika orter: Stockholm, Göteborg och Skara.
Syftet med Skaradjäknarnas förening är att bevara och stärka känslan av samhörighet med dem som genom åren gått igenom gymnasieutbildningen i Skara. Beteckningen djäkne används numera främst om elever vid traditionsbärande gymnasier som Katedralskolorna i Skara och Uppsala.
Stoltheten över att vara skaradjäkne framgår tydligt i den dikt Johannes Edfelt skrev för att hylla Katedralskolan vid dess 300-årsjubileum. Han skriver bland annat:
| ” | Först tiden kan förklara, vad detta innebär: att ha en gång i Skara fått boken kär... | „ |
| – Johannes Edfelt, Katedralskolan i tiden, Festskrift utgiven i anledning av Skara gymnasiums 350-årsjubileum, s. 4 1991 |                                                                                       |   |

## Elevkåren Katedralskolan
Skolans elevråd ombildades till en elevkår den 7 oktober 2010. 
Elevkåren Katedralskolan är en fristående förening på Katedralskolan. Kåren har syftet att bland annat upprätthålla gemenskapen bland alla elever och samordna och stötta alla skolföreningar på skolan. Elevkåren leds av en styrelse med vanligtvis sju förtroendevalda elever. Elevkårens ordförande kallas av hundraårig (sedan 1910-talet) tradition för talman och dessförinnan äldstegrek. Titeln används könsneutralt och det har förekommit både kvinnliga och manliga talmän på skolan. 
Elevkåren Katedralskolan vann Sveriges Elevkårers utmärkelse Årets Teamwork på elevkårsgalan Guldgemet 2019 & 2015. Elevkåren har varit en av fyra finalister i Guldgemets kategorier ett flertal gånger, bland annat Årets Samhällsinsats 2016, Årets Teamwork 2015, samt Årets Elevkår 2014.

### Talmän sedan ombildningen till elevkår 2010
Elevkåren Katedralskolan kom till genom att det tidigare elevrådet ombildades den 7 oktober 2010. Nedan följer de talmän som lett Elevkåren Katedralskolan sedan ombildningen 2010.
| Läsår     | Talman             |
| --------- | ------------------ |
| 1991/1992 | Patrik Krook       |
| 1992/1993 | John Klint         |
| 1993/1994 | Kristina Arvidsson |
| 2010/2011 | Erik Hammar        |
| 2011/2012 | Jakob Druve        |
| 2012/2013 | Olof Eriksson      |
| 2013/2014 | Ebba Grape         |
| 2014/2015 | Adam Johansson     |
| 2015/2016 | Stina Nilsson      |
| 2016/2017 | Samuel Lundberg    |
| 2017/2018 | Fabian Appell      |
| 2018/2019 | Safia Dindic       |
| 2019/2020 | Elin Grahn         |
| 2020/2021 | Alva Doyle         |
| 2021/2022 | Hampus Arvidsson   |

## Kända studenter
Kända studenter från Katedralskolan
- Petter Bristav
- Jerker Leijon
- Isak Hallén
- Emma Johansson
- Gustav Larsson
- Emil Lindgren
- Glenn Magnusson
- Linda Sundblad
- Cecilia Widegren